# 윤경로 (역사가)
윤경로(尹慶老, 1947년 4월 20일~)는 대한민국의 역사가이자, 교육인이다. 현재 제5대 한성대학교 총장 및 도산학회 회장으로 재직중이다.
경동고등학교와 고려대학교 사학과를 졸업하고 동대학교에서 교육학 석사학위와 문학박사 학위를 받았다. 1981년부터 2005년까지 한성대학교 인문대학 역사문화학부(한국사 전공) 교수로 재직하였으며 1999년에는 워싱턴 주립 대학교 객원교수로 재직했다. 이후 친일인명사전편찬위원회 위원장을 지냈다.

## 저서
- 《105인 사건과 신민회연구》(일지사, 1990년)
- 《한국근대사의 기독교사적 이해》(역민사, 1992년)
- 《안창호 일대기》(역민사, 1995년)
- 《한일 YMCA 교류의 역사(1905~2002)》(한일 YMCA 공동 출판, 2004년)
- 《한국근현대사의 성찰과 고백》(한성대학교 출판부, 2008년)

## 수상 내역
- 2013년: 제9회 독립기념관 학술상